# Sapromyza
Sapromyza is een geslacht van vliegen uit de familie van de Lauxaniidae. De wetenschappelijke naam van de soort is voor het eerst geldig gepubliceerd in 1810 door Carl Fredrik Fallén.

## Soorten
De volgende soorten worden bij het geslacht ingedeeld:
- Sapromyza abhorens Shatalkin, 1993 c g
- Sapromyza acrostichalis Sasakawa, 2001 c g
- Sapromyza adriani Baez, 2000 c g
- Sapromyza affra Rondani, 1863 c g
- Sapromyza afghanica Papp, 1979 c g
- Sapromyza agromyzina (Kertesz, 1913) c g
- Sapromyza alazonica Shatalkin, 1993 c g
- Sapromyza albibasis Sasakawa, 1995 c g
- Sapromyza albiceps Fallén, 1820
- Sapromyza albicincta (Meijere, 1916) c g
- Sapromyza albifacies Czerny, 1932 c g
- Sapromyza albipes Coquillett, 1904 c g
- Sapromyza albitarsis (Meigen, 1826) c g
- Sapromyza alboatra Malloch, 1926 c g
- Sapromyza albuliceps Czerny, 1932
- Sapromyza alpina Merz, 2007 c g
- Sapromyza amabilis Frey, 1930
- Sapromyza amphibola Shatalkin, 1993 c g
- Sapromyza analis Macquart, 1846 c g
- Sapromyza annulifera Malloch, 1929 c g
- Sapromyza annulipes Macquart, 1851 c g
- Sapromyza antennata Becker, 1895 c g
- Sapromyza apicalis Loew, 1847
- Sapromyza appula (Walker, 1849) c g
- Sapromyza arctophila Shatalkin, 1993 c g
- Sapromyza ardesiaca Shatalkin, 1993 c g
- Sapromyza arenaria Tonnoir & Malloch, 1926 c g
- Sapromyza argus Macquart, 1846 c g
- Sapromyza arkitana Shatalkin, 1999 c g
- Sapromyza atrimana Malloch, 1928 c g
- Sapromyza atripes (Meigen, 1838) c g
- Sapromyza atrivena Shewell, 1971 c g
- Sapromyza aureocapitata Malloch, 1926 c g
- Sapromyza avicola Malloch, 1927 c g
- Sapromyza basalis Zetterstedt, 1847
- Sapromyza basipunctata Kertesz, 1900 c g
- Sapromyza beccarii Kertesz, 1900 c g
- Sapromyza beckeriana Baez, 2000 c g
- Sapromyza bergenstammi (Czerny, 1932) c g
- Sapromyza bergi Shatalkin, 1993 c g
- Sapromyza binotata Macquart, 1835 c g
- Sapromyza biordinata Czerny, 1932 c g
- Sapromyza bipunctata Say, 1829 c g
- Sapromyza biscoitoi Baez, 2001 c g
- Sapromyza bisigillata Róndani, 1868
- Sapromyza blanchardi Malloch, 1933 c g
- Sapromyza brachysoma Coquillett, 1898 i c g b
- Sapromyza brasiliensis Walker, 1853 c g
- Sapromyza brunneovittata Malloch, 1926 c g
- Sapromyza brunnitarsis Macquart, 1835 c g
- Sapromyza cabrilsensis Carles-Tolra, 1993 c g
- Sapromyza caeruleophthalmica (Scopoli, 1763) c g
- Sapromyza carinatula Shatalkin, 1992 c g
- Sapromyza cerata Shatalkin, 1996 c g
- Sapromyza chiloensis Malloch, 1933 c g
- Sapromyza chlorophthalma Zetterstedt, 1838 c g
- Sapromyza cincitventris Czerny, 1932 c g
- Sapromyza cinctipes (Meijere, 1910) c g
- Sapromyza cinerea (Robineau-Desvoidy, 1830) c g
- Sapromyza citrina Shatalkin, 1993 c g
- Sapromyza citrinella Shatalkin, 1996 c g
- Sapromyza claripennis (Robineau-Desvoidy, 1830) c g
- Sapromyza clathrata Shatalkin, 1993 c g
- Sapromyza columbi Frey, 1936
- Sapromyza connexa (Say, 1829) c g
- Sapromyza conspicua Malloch, 1929 c g
- Sapromyza ctenophora Sasakawa, 2001 c g
- Sapromyza cyclops Melander, 1913 i c g
- Sapromyza delicatula Blanchard, 1852 c g
- Sapromyza dichromata Walker, 1849 c g
- Sapromyza dichromocera Czerny, 1933 c g
- Sapromyza discontinua Bezzi, 1928 c g
- Sapromyza dispersa (Pandelle, 1902) c g
- Sapromyza dorsalis Macquart, 1835 c g
- Sapromyza drahamensis Villeneuve, 1921 c g
- Sapromyza dubiella Evenhuis, 1989 c g
- Sapromyza duodecimvittata (Frey, 1918) c g
- Sapromyza edwardsi Malloch, 1933 c g
- Sapromyza elegans Kertesz, 1900 c g
- Sapromyza emmesa Malloch, 1933 c g
- Sapromyza erimae Kertesz, 1900 c g
- Sapromyza eronis Curran, 1934 c g
- Sapromyza exul Williston, 1896 c g
- Sapromyza faciatifrons (Kertesz, 1913) g
- Sapromyza fasciatifrons (Kertesz, 1913) c g
- Sapromyza femoralis (Robineau-Desvoidy, 1830) c g
- Sapromyza ferdinandi (Frey, 1919) c g
- Sapromyza ferganica Shatalkin, 1996 c g
- Sapromyza ferruginea (Macquart, 1848) c g
- Sapromyza flava (Robineau-Desvoidy, 1830) c
- Sapromyza flavimana Malloch, 1926 c g
- Sapromyza flavipes (Robineau-Desvoidy, 1830) c g
- Sapromyza flavodorsalis Malloch, 1927 c g
- Sapromyza flavopleura Malloch, 1927 c g
- Sapromyza freidbergi Yarom, 1990 c g
- Sapromyza frontalis Macquart, 1843 c g
- Sapromyza fulvicornis Malloch, 1933 c g
- Sapromyza fuscidula Shatalkin, 1993 c g
- Sapromyza fuscocostata Malloch, 1925 c g
- Sapromyza fuscolimbata Malloch, 1926 c g
- Sapromyza fuscotestacea Zetterstedt, 1849 c g
- Sapromyza geniculata Macquart, 1843 c g
- Sapromyza gestroi Kertesz, 1900 c g
- Sapromyza gibbosa Thomson, 1869 c g
- Sapromyza gomerensis Baez, 2000 c g
- Sapromyza gozmanyi Papp, 1981 c g
- Sapromyza griseadorsalis Malloch, 1926 c g
- Sapromyza grossipes (Robineau-Desvoidy, 1830) c g
- Sapromyza guttulata Macquart, 1846 c g
- Sapromyza hardii Lower, 1953 c g
- Sapromyza helomyzoides Becker, 1919 c g
- Sapromyza hermonensis Yarom, 1990 c g
- Sapromyza hieroglyphica Malloch, 1927 c g
- Sapromyza hierrensis Baez, 2000 c g
- Sapromyza hirtiloba Frey, 1949
- Sapromyza hissarica Shatalkin, 1996 c g
- Sapromyza hyalinata (Meigen, 1826)
- Sapromyza hyalipennis (Meijere, 1914) c g
- Sapromyza hypocrita Kertesz, 1900 c g
- Sapromyza imitans Baez, 2001 c g
- Sapromyza immaculipes Malloch, 1926 c g
- Sapromyza impar Kertesz, 1900 c g
- Sapromyza impunctata (Robineau-Desvoidy, 1830) c g
- Sapromyza incidens Curran, 1934 c g
- Sapromyza inconspicua Baez, 2001 c g
- Sapromyza indigena Becker, 1908
- Sapromyza infumata Becker, 1908
- Sapromyza ingrata Williston, 1896 c g
- Sapromyza innuba Giglio-Tos, 1893 c g
- Sapromyza insolita Shatalkin, 1993 c g
- Sapromyza insularis (Schiner, 1868) c g
- Sapromyza interiecta Walker, 1849 c g
- Sapromyza interjecta (Walker, 1849) c
- Sapromyza intonsa Loew, 1847
- Sapromyza intonsina Yarom, 1990 c g
- Sapromyza inversa Malloch, 1929 c g
- Sapromyza invertebrata Bezzi, 1928 c g
- Sapromyza israelis Yarom, 1990 c g
- Sapromyza kabuli Papp, 1979 c g
- Sapromyza krivosheinae Shatalkin, 1999 c g
- Sapromyza laevatrispina Carles-Tolra, 1992 c g
- Sapromyza lancifera Malloch, 1926 c g
- Sapromyza laszlopappi Merz, 2007 c g
- Sapromyza latelimbata Macquart, 1855 c g
- Sapromyza lateralis Walker, 1853 c g
- Sapromyza lateritia Rondani, 1863 c g
- Sapromyza laticincta Shatalkin, 1999 c g
- Sapromyza laurisilvae Baez, 2001 c g
- Sapromyza lebasii Macquart, 1843 c g
- Sapromyza leptoptera (Frey, 1919) c g
- Sapromyza lichtwardti Malloch, 1930 c g
- Sapromyza limbinerva Rondani, 1848 c g
- Sapromyza lineata (Walker, 1853) c g
- Sapromyza lineatocollis Blanchard, 1852 c g
- Sapromyza lineatus Williston, 1896 c
- Sapromyza longimentula Sasakawa, 2001 c g
- Sapromyza lopesi Shewell, 1989 c g
- Sapromyza lorentzi (Meijere, 1913) c g
- Sapromyza loriae Kertesz, 1900 c g
- Sapromyza lupulinoides Williston, 1897 c g
- Sapromyza macrochaeta Shatalkin, 1999 c g
- Sapromyza maculipennis Loew, 1847 c g
- Sapromyza madeirensis Frey, 1949
- Sapromyza maghrebi Papp, 1981 c g
- Sapromyza magnifica Malloch, 1926 c g
- Sapromyza mallochi (Hendel, 1932) c g
- Sapromyza mallochiana Evenhuis & Okadome, 1989 c g
- Sapromyza maquilingensis Malloch, 1929 c g
- Sapromyza marginalis (Walker, 1858) c g
- Sapromyza mariae Malloch, 1927 c g
- Sapromyza mauli Baez, 2001 c g
- Sapromyza melanocephala (Kertesz, 1915) c g
- Sapromyza melanura Zetterstedt, 1847 c g
- Sapromyza metallica Walker, 1853 c g
- Sapromyza micropyga Malloch, 1933 c g
- Sapromyza mikii Strobl, 1892
- Sapromyza minuta Kertesz, 1900 c g
- Sapromyza mollis (Robineau-Desvoidy, 1830) c g
- Sapromyza mongolorum Remm & El'berg, 1980 c g
- Sapromyza monticola Melander, 1913 i c g
- Sapromyza montis Becker, 1914 c g
- Sapromyza morokana Kertesz, 1900 c g
- Sapromyza multimaculata Yarom, 1990 c g
- Sapromyza multiseriata Czerny, 1932
- Sapromyza neozelandica Tonnoir & Malloch, 1926
- Sapromyza nigerrima Becker, 1919 c g
- Sapromyza nigrans (Melander, 1913) i c g
- Sapromyza nigriceps Macquart, 1851 c g
- Sapromyza nigricornis (Robineau-Desvoidy, 1830) c g
- Sapromyza nigrifrontata Becker, 1919 c g
- Sapromyza nigripalpus (Walker, 1849) i c g
- Sapromyza nigripes Macquart, 1843 c g
- Sapromyza nigriventris Blanchard, 1852 c g
- Sapromyza nigroapicata Malloch, 1926 c g
- Sapromyza nitida Czerny, 1932
- Sapromyza novempunctata Gimmerthal, 1847 c g
- Sapromyza nudiseta Shatalkin, 1999 c g
- Sapromyza nudiuscula Lamb, 1912 c g
- Sapromyza obesa Zetterstedt, 1847
- Sapromyza obscuripennis Loew, 1847 c g
- Sapromyza obsoleta Fallén, 1820
- Sapromyza obsuripennis Loew, 1847
- Sapromyza occipitalis Malloch, 1926 c g
- Sapromyza octopuncta Wiedemann, 1830 c g
- Sapromyza oestrachion Schiner, 1868 c g
- Sapromyza ombriosa Baez, 2000 c g
- Sapromyza opaca Becker, 1895
- Sapromyza ornata Schiner, 1868 c g
- Sapromyza pallens Blanchard, 1852 c g
- Sapromyza pallida Fallen, 1820 c g
- Sapromyza pallidicornis Loew, 1857 c g
- Sapromyza palmensis Baez, 2000 c g
- Sapromyza palpella Róndani, 1868
- Sapromyza palustris (Robineau-Desvoidy, 1830) c g
- Sapromyza parallela Carles-Tolra, 1992 c g
- Sapromyza paramerata Shatalkin, 1993 c g
- Sapromyza parviceps Malloch, 1926 c g
- Sapromyza parvula Blanchard, 1852 c g
- Sapromyza pellopleura Sasakawa, 2001 c g
- Sapromyza persica Shatalkin, 1996 c g
- Sapromyza persimillima Harrison, 1959 c g
- Sapromyza peterseni Malloch, 1927 c g
- Sapromyza picea Shatalkin, 1996 c g
- Sapromyza picrula Williston, 1897 c g
- Sapromyza picticornis (Curran, 1942) c g
- Sapromyza pictigera Malloch, 1935 c g
- Sapromyza pilifrons Malloch, 1926 c g
- Sapromyza pistaciphila Shatalkin, 1993 c g
- Sapromyza placida Meigen, 1830 c g
- Sapromyza plana (Curran, 1942) c g
- Sapromyza plantaris Thomson, 1869 c g
- Sapromyza pleuralis (Kertesz, 1913) c g
- Sapromyza plumiseta Malloch, 1927 c g
- Sapromyza poecilogastra (Meijere, 1916) c g
- Sapromyza pollinifrons Malloch, 1927 c g
- Sapromyza pseudohyalinata Papp, 2004 c g
- Sapromyza pseudopaca Shatalkin, 1993 c g
- Sapromyza pseudovirilis Shewell, 1971 c g
- Sapromyza puella Williston, 1896 c g
- Sapromyza pulchripennis Kertesz, 1900 c g
- Sapromyza punctata (Robineau-Desvoidy, 1830) c g
- Sapromyza punctigera (Doleschall, 1858) g
- Sapromyza punctiseta Malloch, 1925 c g
- Sapromyza punctulata Kertesz, 1900 c g
- Sapromyza pusillima (Meijere, 1914) c g
- Sapromyza quadrangulata (Meijere, 1924) c g
- Sapromyza quadrata Bezzi, 1908 c g
- Sapromyza quadricincta Becker, 1895 c g
- Sapromyza quadridentata Sasakawa, 2001 c g
- Sapromyza quadripunctata (Linnaeus, 1767) c g
- Sapromyza quadristrigata Kertesz, 1900 c g
- Sapromyza quichuana Brèthes, 1922 c g
- Sapromyza quinquepunctata Kertesz, 1900 c g
- Sapromyza quyanensis Macquart, 1843 c g
- Sapromyza ratzii Kertesz, 1900 c g
- Sapromyza ravida Shatalkin, 1996 c g
- Sapromyza recurrens (Meijere, 1913) c g
- Sapromyza regalis Malloch, 1926 c g
- Sapromyza remmae Shatalkin, 1996 c g
- Sapromyza remota Thomson, 1869 c g
- Sapromyza rhodesiella Curran, 1938 c g
- Sapromyza ringens Loew, 1862 c g
- Sapromyza riparia Malloch, 1927 c g
- Sapromyza roberti Meigen, 1838 c g
- Sapromyza romanovi Shatalkin, 1996 c g
- Sapromyza rotundicornis Loew, 1863 i c g b
- Sapromyza rubescens Macquart, 1843 c g
- Sapromyza rubricornis Becker, 1907 c g
- Sapromyza rufifrons (Walker, 1853) c g
- Sapromyza schnabli Papp, 1987 c g
- Sapromyza schwarzi Malloch, 1928 c g
- Sapromyza sciomyzina Schiner, 1868 c g
- Sapromyza scutellaris (Williston, 1896) c g
- Sapromyza semiatra Malloch, 1933 c g
- Sapromyza septemnotata Sasakawa, 2001 c g
- Sapromyza setiventris Zetterstedt, 1847
- Sapromyza setosa Thomson, 1869 c g
- Sapromyza sexlituris Shatalkin, 1993 c g
- Sapromyza sexmaculata Sasakawa, 2001 c g
- Sapromyza sexnotata Zetterstedt, 1847 c g
- Sapromyza sexpunctata Meigen, 1826
- Sapromyza shannoni Malloch, 1933 c g
- Sapromyza shewelli Evenhuis, 1989 c g
- Sapromyza sicca Becker, 1914 c g
- Sapromyza simillima Tonnoir & Malloch, 1926 c g
- Sapromyza simplicior Hendel, 1908
- Sapromyza simplicipes Czerny, 1932 c g
- Sapromyza sonax Giglio-Tos, 1893 c g
- Sapromyza sororia Williston, 1896 i c g
- Sapromyza sorosia Williston, 1896 c g
- Sapromyza speciosa Remm & El'berg, 1980 c g
- Sapromyza spinigera Malloch, 1933 c g
- Sapromyza stata Giglio-Tos, 1893 c g
- Sapromyza stigmatica Malloch, 1926 c g
- Sapromyza strahani Malloch, 1927 c g
- Sapromyza strigillifera Shatalkin, 1993 c g
- Sapromyza stroblii Kertesz, 1900 c g
- Sapromyza suavis Loew, 1847 c g
- Sapromyza suffusa Malloch, 1926 c g
- Sapromyza takagii Elberg, 1993 c g
- Sapromyza talyshensis Shatalkin, 1999 c g
- Sapromyza tarsella Zetterstedt, 1847 c g
- Sapromyza tenebricosa Lindner, 1956 c g
- Sapromyza teneriffensis Frey, 1936
- Sapromyza ternatensis Kertesz, 1900 c g
- Sapromyza thoracica (Robineau-Desvoidy, 1830) c g
- Sapromyza tinguarrae Frey, 1936
- Sapromyza tonnoiri Malloch, 1927 c g
- Sapromyza transcaspica Shatalkin, 2000 c g
- Sapromyza transcaucasica Czerny, 1932 c g
- Sapromyza transformata Becker, 1908
- Sapromyza triloba Malloch, 1933 c g
- Sapromyza trinotata Costa, 1844 c g
- Sapromyza triseriata Coquillett, 1904 c g
- Sapromyza ultima Baez, 2001 c g
- Sapromyza umbraculata (Robineau-Desvoidy, 1830) c g
- Sapromyza undulata Merz, 2007 c g
- Sapromyza unicolorata Malloch, 1926 c g
- Sapromyza unizona Hendel, 1908
- Sapromyza urbana Malloch, 1927 c g
- Sapromyza variventris Malloch, 1926 c g
- Sapromyza venusta Williston, 1896 c g
- Sapromyza verena Becker, 1919 c g
- Sapromyza viciespunctata Czerny, 1932
- Sapromyza vicina Meijere, 1907 c g
- Sapromyza vicispunctata Czerny, 1932 c g
- Sapromyza victoriae Malloch, 1925 c g
- Sapromyza vinnula Giglio-Tos, 1893 c g
- Sapromyza virescens (Macquart, 1851) c g
- Sapromyza vittata (Frey, 1917) c g
- Sapromyza vumbella Curran, 1938 c g
- Sapromyza xanthiceps Williston, 1897 c g
- Sapromyza xenia Malloch, 1935 c g
- Sapromyza zebra (Kertesz, 1913) c g
- Sapromyza zetterstedti Hendel, 1908
- Sapromyza ziminae Shatalkin, 1996 c g
- Sapromyza zlobini Shatalkin, 1999 c g

### Synoniemen
- Sapromyza sordida Haliday, 1833 =>[2] Sapromyza tuberculosa Becker, 1895 => Calliopum tuberculosa (Becker, 1895)
- Sapromyza halidayi Shatalkin, 2000 =>[2] Sapromyza tuberculosa Becker, 1895 => Calliopum tuberculosa (Becker, 1895)
- Sapromyza tuberculosa Becker, 1895 =>[2] Calliopum tuberculosa (Becker, 1895)